# Pseudotumor cerebral
Pseudotumor cerebral, también hipertensión endocraneana idiopática o  benigna es una condición en la cual hay un aumento de la presión intracraneana sin evidencias de anormalidades en el estudio del líquido cefalorraquídeo y en la ausencia de agrandamiento ventricular en las neuroimágenes.

## Etiología
Es idiopática, otras causas descritas son:
- Alteración de la absorción del líquido cefalorraquídeo por las vellosidades aracnoideas
- Alteraciones hormonales: como lo es en el embarazo, alteraciones en la menstruación, exceso de corticoides, insuficiencia suprarrenal, hiperfunción suprarrenal, hipotiroidismo, hipertiroidismo, hipoparatiroidismo
- Estados hipercoagulables: cáncer, anticonceptivos orales, deshidratación, anticuerpos antifosfolípidos
- Fármacos: ácido nalidíxico, nitrofurantoína, tetraciclinas, indometacina, litio, vitamina A[4]
- Traumatismo o pos-quirúrgicas: que estas generen algún tipo de oclusión del seno venoso sagital superior o lateral
- Trastornos relacionados con incremento de la concentración de proteínas en el líquido cefalorraquídeo: Síndrome de Guillain-Barré, Lupus Eritematoso Sistémico, Oligodendroglioma espinal

## Clínica
Afecta a mujeres jóvenes obesas, entre los síntomas más frecuentes descritos encontramos la cefalea frontal matutina, náuseas, vómitos, tinitus pulsátil.  
A la exploración neurológica podemos encontrar papiledema uni o bilateral, visión borrosa, diplopía, defecto campimétrico con aumento de la mancha ciega y constricción periférica, mayor en la nasal o nasal inferior. Puede haber presencia de oftalmoparesia del VI par craneal.

## Diagnóstico
Con el fin de realizar el diagnóstico se deben de cumplir los criterios diagnósticos de Dandy modificados.
1. Requisitos para el diagnóstico del síndrome de pseudotumor cerebral
  - Papiledema
  - Examen neurológico normal, exceptuando anormalidades en nervios craneales.
  - Neuroimagen: parénquima cerebral normal sin evidencia de hidrocefalia, lesión ocupante, lesión estructural ni realce meníngeo. Se sugiere RM de cerebro con o sin gandolinio para los pacientes típicos (mujeres obesas) y para el resto de los pacientes venografia por RM adicional. Si la RM esta contraindicada o no está disponible, puede realizarse TAC con medio de contraste.
  - Composición normal del líquido cefalorraquídeo
  - Presión de apertura elevada (>250 mm en adultos y >280 mm en niños) en una punción lumbar realizada correctamente.
2. Requisitos para el diagnóstico del síndrome de pseudotumor cerebral sin papiledema.
  - Ausencia de papiledema, además el paciente presenta parálisis del VI par craneal uni o bilateral.
  - En ausencia de papiledema o parálisis de VI par craneal, pero se cumplen al menos 3 de los siguientes criterios de neuroimagen: Silla turca vacía, aplanamiento del aspecto posterior del globo ocular, distensión del espacio subaracnoideo perioptico con o sin tortuosidad del nervio óptico y/o estenosis del seno venoso transverso.

## Tratamiento
El tratamiento consiste en:
- Restricción hidrosalina
- Dieta hipocalórica
- Punciones lumbares a repetición
- Fenestración de la vaina del nervio óptico para prevenir pérdida permanente de la visión
- Acetazolamida,[3] furosemida
- Si la condición persiste, derivación lumboperitoneal